# The Temperance Seven

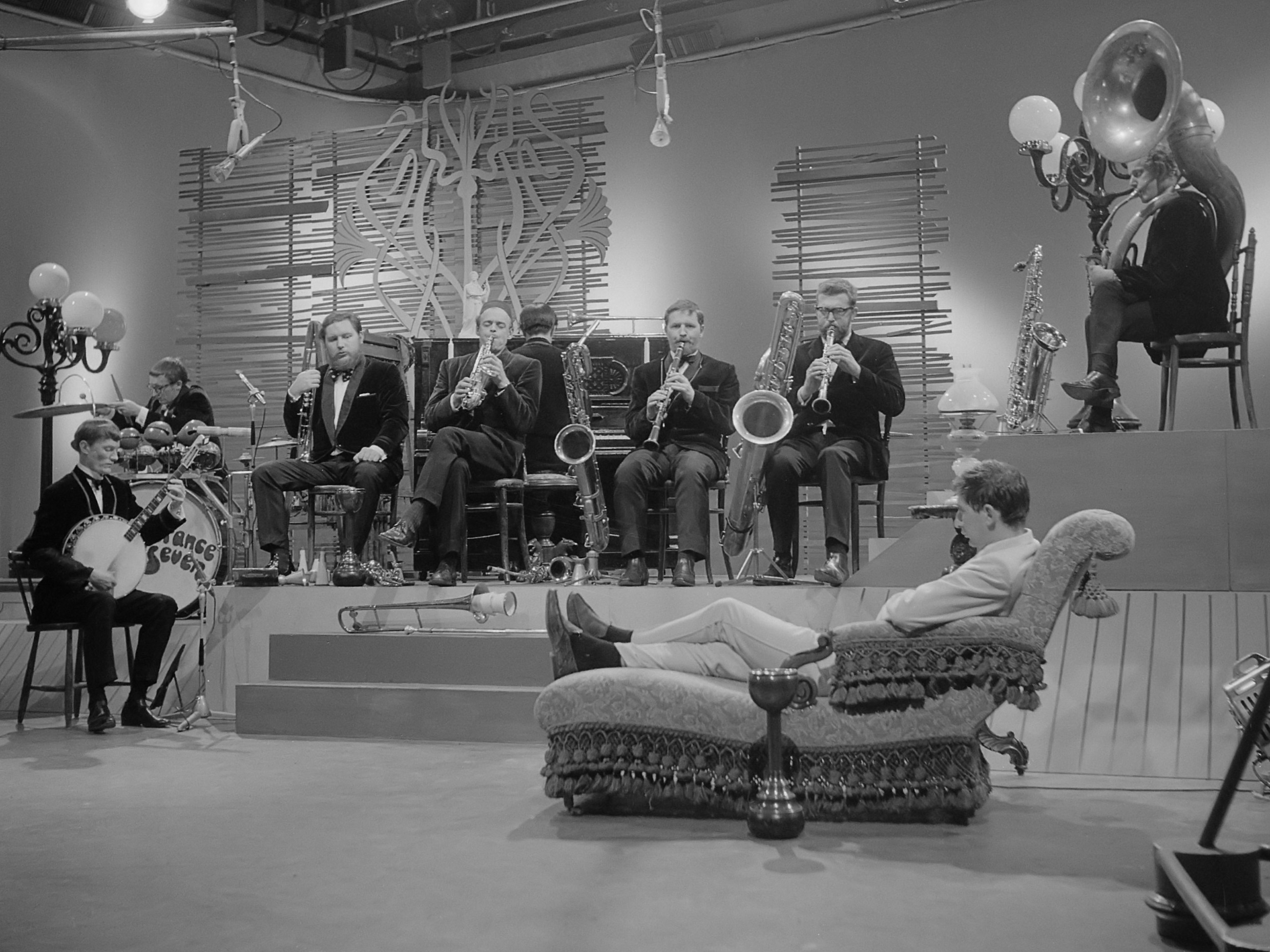
The Temperance Seven (1962)

The Temperance Seven ist eine komödiantische Musiktruppe aus Großbritannien. Anfang der 1960er Jahre hatten sie einige Erfolge mit traditioneller Jazzmusik, darunter der Nummer-eins-Hit You’re Driving Me Crazy.

## Bandgeschichte
Die Anfänge der Gruppe liegen im Jahr 1955, als sich drei Studenten der Chelsea Art School, der Posaunist Paul McDowell, der Banjo-Spieler Phillip Harrison und der Schlagzeuger Brian Innes, zu einer Band zusammenschlossen. Mit der Zeit kamen immer mehr Mitglieder hinzu. Der Name „Temperance Seven“ (temperance heißt Mäßigung oder Enthaltsamkeit) bezieht sich darauf, dass ein gesunder Engländer angeblich problemlos acht Bier verträgt. Als sie zu neunt waren, waren sie somit „one over the eight“ (einer über der Acht). Der englische Ausdruck bedeutet übertragen so viel wie das Deutsche „einer über den Durst“. Musikalisch hingen sie dem Dixieland-Revival an, der sich an der Jazzmusik der 1920er und 1930er Jahre orientierte. Dem gaben sie ihre eigene komödiantische Note sowohl durch die Darbietung als auch durch die Show darum herum. So gaben sie sich Kunstnamen und traten in Kleidung vom Anfang des 20. Jahrhunderts auf. Ihre Verbindungen reichten auch in die Comedy-Szene zu den damals populären Komikertruppen den Alberts oder den Goons. Für das Peter-Sellers-Album Peter and Sophia nahmen sie 1960 mit dem Goons-Komödianten das Lied Ukelele Lady auf.
Produzent des Albums war der spätere Beatles-Manager George Martin, der danach mit ihnen You’re Driving Me Crazy, einen populären Jazzhit aus dem Jahr 1930, aufnahm. Die Single wurde ein Überraschungserfolg und stand im Mai 1961 für eine Woche an der Spitze der britischen Charts. Dies verhalf  auch ihrem bereits 1957 aufgenommenen Debütalbum zum Charteintritt. Sofort ließen sie ein neues Album und eine zweite Single mit dem Song (Home in) Pasadena, das zu ihrem Erkennungsstück wurde, aus dem Jahr 1924 folgen. Beide kamen in die Top 10 und verkauften sich sogar noch besser als die jeweiligen Vorgänger. Zwei weitere Lieder brachten sie noch im selben Jahr in die Charts. Eine Reihe weiterer Singleveröffentlichungen bis 1963 verfehlte aber eine Platzierung. Die Gruppe absolvierte eine große Tour und hatte prominente Auftritte, unter anderem auch vor Mitgliedern des britischen Königshauses. Auch drei Filmauftritte hatten sie in den 1960er Jahren.
Paul McDowell, dessen bewusst ausdruckslose Gesangsdarbietung ihre Hits geprägt hatte, verließ 1963 die Gruppe. Mit sich ändernder Besetzung machten die Temperance Seven noch bis in die zweite Hälfte der 1960er Jahre weiter, dann lösten sie sich auf. 1970 gab es eine Wiederbelebung als die New Temperance Seven und unter ihrem alten Namen machten sie ab den 1980er Jahren unter Chris Hook weiter und waren noch mehrere Jahrzehnte aktiv. Dabei kam es auch immer wieder zu Auftritten mit den ursprünglichen Mitgliedern.

## Mitglieder
Die Besetzung der Temperance Seven war einem ständigen Wechsel unterworfen, die Mitglieder wechselten außerdem ihre Instrumente. An der Kernformation von 1961 waren laut Albumbeilage beteiligt:
- ‘Whispering’ Paul McDowell († 2016), Sänger (Posaune)
- John R. T. Davies, Posaune, Altsaxophon, Trompete
- Alan Swainston Cooper, Sopransaxophon, Bassklarinette
- Phillip Harrison, Saxophon, Klarinette (Banjo)
- Colin Bowles, Klavier
- Franklyn B. Paverty (eigtl. Martin Fry), Tuba, Sousaphon
- John Gieves-Watson, Banjo
- Brian Innes, Perkussion

## Diskografie

### Alben
| Jahr | Titel                 | Höchstplatzierung, Gesamtwochen, AuszeichnungChartsChartplatzierungen (Jahr, Titel, Platzierungen, Wochen, Auszeichnungen, Anmerkungen) | Anmerkungen |
| Jahr | Titel                 | UK | Anmerkungen |
| ---- | --------------------- | --- | --- |
| 1961 | Temperance Seven + 1  | UK19 (1 Wo.)UK | Erstveröffentlichung: 1957 als One Over the Eight Wiederveröffentlichung: 1973 als The World of the Temperance Seven |
| 1961 | Temperance Seven 1961 | UK8 (9 Wo.)UK | |

Weitere Alben
- The Temperance 7 Inch Record (EP, 1960)
- The Temperance Seven (EP, 1961)
- The Charleston and Other Selections (EP, 1961)
- The Temperance Seven Family Album (1964)
- The New Temperance Seven (1970)
- Hot Temperance 7 (1974)
- The Writing on the Wall (1992)

### Singles
| Jahr | Titel Album                                         | Höchstplatzierung, Gesamtwochen, AuszeichnungChartsChartplatzierungen (Jahr, Titel, Album, Platzierungen, Wochen, Auszeichnungen, Anmerkungen) | Anmerkungen |
| Jahr | Titel Album                                         | UK | Anmerkungen |
| ---- | --------------------------------------------------- | --- | --- |
| 1961 | You’re Driving Me Crazy The Temperance Seven (EP)   | UK1 (16 Wo.)UK | Autor: Walter Donaldson 1930 ein Hit für Guy Lombardo, Rudy Valée und Nick Lucas                                          |
| 1961 | Pasadena Temperance Seven 1961                      | UK4 (17 Wo.)UK | Autoren: Edgar Leslie, Grant Clarke, Harry Warren 1924 ein Hit für Billy Murray & Ed Smalle als Home in Pasadena          |
| 1961 | Hard Hearted Hannah Temperance Seven 1961           | UK28 (4 Wo.)UK | Autoren: Milton Ager, Bob Bigelow, Charles Bates, Jack Yellen 1924 ein Hit für Dolly Kay, Cliff Edwards und Belle Baker   |
| 1961 | Charleston The Charleston and Other Selections (EP) | UK22 (8 Wo.)UK | Autoren: Cecil Mack, James P. Johnson 1924 ein Hit für Arthur Gibbs, Paul Whiteman und Isham Jones, 1961 für Ernie Fields |

Weitere Singles
- Sahara / Everybody Loves My Baby (1962)
- Runnin’ Wild / The Mooche (1962)
- The Shake / Bye Bye Baby (1962)
- Ain’t She Sweet / Seven and Eleven (1963)
- Thanks for the Melody / Easy Money (1963)
- From Russia with Love / PCQ (1963)
- Letkiss / Tajkaed (1964)